# Arvid Andersson (sollevatore)
Olov Arvid Andersson (Sunne, 19 maggio 1919 – Kristinehamn, 20 settembre 2011) è stato un sollevatore svedese.

## Carriera
Partecipò a due edizioni dei Giochi olimpici: a Londra nel 1948, dove si classificò al tredicesimo posto, e a Helsinki nel 1952, piazzandosi dodicesimo.
Vinse un oro e un bronzo ai campionati mondiali del 1946 a Parigi e del 1949 a Scheveningen, e tre ori ai campionati europei di Parigi nel 1946, Helsinki nel 1947 e Scheveningen nel 1949. Nel 1946 venne insignito della Medaglia d'oro dello Svenska Dagbladet per la sua vittoria nel campionato del mondo ed europeo di Parigi, dove stabilì il record mondiale dei pesi piuma con 320 kg alzati.
Militò nel Kristinehamns ABK e vinse i campionati nordici due volte, nel 1950 a Stoccolma e nel 1953 a Larvik. Dopo l'abbandono dell'attività agonistica, venne nominato capitano "non gareggiante" della nazionale svedese dal 1955 al 1957 e in seguito lavorò come vigile del fuoco.